# Атакувальний захисник

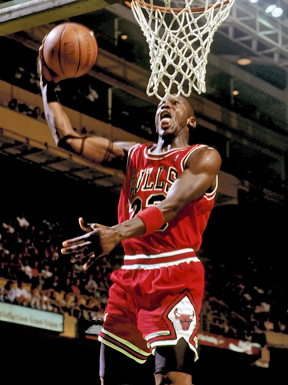
Майкл Джордан

Атакувальний захисник, другий номер (в скороченні пишеться як «АЗ» або латиницею «SG») — одна з п'яти типових позицій в баскетбольній грі. Гравці цієї позиції в основному коротші, спритніші і швидші за форвардів. Головне завдання атакувального захисника — здобуття очок для своєї команди. Деякі команди використовують атакувальних захисників в ролі плеймейкерів, таких гравців називають комбогардами. Кобі Браянт, для прикладу, відмінно грає як на позиції атакувального захисника, так і в ролі плеймейкера; серед інших комбогардів можна виділити таких гравців: Джамал Кроуфорд, Аллен Айверсон, Двейн Вейд, Тайрік Еванс, Джейсон Террі. Гравців, які можуть виступати як на позиції атакувального захисника так і на позиції легкого форварда, називають свінгменом. На позиції свінгмена можна виділити таких гравців: Еван Тернер, Стівен Джексон, Трейсі Макгреді, а також іспанця Руді Фернандеса, які мають зріст трохи менше середнього для легкого форварда.
Серед найбільш примітних атакувальних захисників НБА, можна виділити наступних: Рей Аллен, Ману Джинобілі, Вінс Картер, Двейн Вейд, Джо Джонсон, Кобі Браянт, Річард Хемілтон, Джеймс Гарден,Трейсі Макгреді, а також уже колишні гравці Майкл Джордан, Клайд Дрекслер, Сем Джонс, Ерл Монро, Реджі Міллер, Аллен Айверсон, Джеррі Вест.

## Характеристика та стиль гри
«Настільна книга з баскетболу» за авторством Лі Роуза описує позицію атакувального захисника як одну з найважливіших в плані здобуття очок. Виходячи з назви, такі гравці орієнтовані на атаку, в основному, вміло виконують кидки з дальніх дистанцій, з середнім показником влучання 35-40% трьох-очкових кидків (Рей Аллен і Реджі Міллер чудові приклади за цим показником). Багато атакувальних захисників знаходяться в сильній, фізично розвинутій формі, тому мають змогу проходити під кільце суперника для атаки кошика (чудовим прикладом цього є Майкл Джордан).
В основному, атакувальні захисники вище аніж розігруючі. Зріст «другого номера» коливається в діапазоні 190–200 см. Ті що більші по параметрам, можуть виступати на позиції легкого форварда. Атакувальний захисник повинен вміло контролювати м'яч і віддавати передачу, хочу вміння пасу не є для них основним. Проти результативного другого номера можуть застосовувати тактику подвійного захисту, вони є запасними плеймейкерами в команді і більшість результативних передач розігруючих захисників отримують саме другі номера.
Атакувальний захисник повинен вміти здобувати очки в різних ситуаціях, особливо коли часу на атаку не багато і захист противників сильніший. Вони також мають реалізовувати штрафні кидки з високим відсотком влучання, це вміння необхідне для перешкоджання тактиці порушення правил з боку опонентів. Через високий рівень навичок в нападі, вони часто є основною зброєю команди для здобуття очок, тому інколи напад будується на їх основі.
Хороших атакувальних захисників інколи використовують на позиції розігруючих. Це пов'язано з тим, що плеймейкер частіше за інших володіє м'ячем, а другі номера часто мають серйозний вплив на команду, коли вони розвивають і завершують атаку, що не завжди під силу розігруючим захисникам. 